# ひとりでしにたい
『ひとりでしにたい』は、カレー沢薫とドネリー美咲（原案協力）による日本の漫画作品。『モーニング・ツー』（講談社）にて2019年9月号から2020年3月号まで連載された後、『コミックDAYS』（同）に移籍して2020年10月から連載中。「30代後半の独身女性の終活」をコミカルに描く作品。
2021年3月、第24回文化庁メディア芸術祭マンガ部門優秀賞を受賞。
綾瀬はるか主演によりテレビドラマ化され、2025年6月からNHK総合で放送された。

## あらすじ
山口鳴海35歳、独身。伯母が「孤独死」したことをきっかけに「終活」を意識し、各方面から情報収集を始める。

## 登場人物

### 主人公と愛猫
山口 鳴海（やまぐち なるみ）
主人公。35歳、独身。美術館学芸員。購入したマンションで猫と暮らしている。幼少期に憧れていた伯母の光子が孤独死したことがきっかけで終活について考えるようになった。またそれをきっかけに那須田と対話するようになり、自身の終活だけでなく両親や親族の問題などに向き合うこととなる。
お金や時間は自分のために使いたいという考えの持ち主で、「結婚には向いていない」「自己中心的」と自覚しているが、基本的には人の話をよく聞く素直な性格。「猫が主」と公言するほどの猫好き。
カレー沢によると、主人公であるため「読者に嫌われてもよくない」が、「いい子過ぎてリアリティーがないのは違う」と考え、共感する読者がいるかもしれないと思いながら描かれている。
魯山人（ろさんじん）
鳴海の飼い猫。ブリティッシュショートヘアのハチワレ。

### 鳴海の同僚
那須田 優弥（なすだ ゆうや）
24歳。官庁から出向中のエリート。鳴海に興味を持ち、彼女が抱える悩みに対して相談に乗るようになる。
知識が豊富で口も達者であり、鳴海の両親も彼のレクチャーには真剣に耳を傾けている。一方で、正論過ぎて毒舌なところがあり、（特に鳴海に対しては）無礼な態度も少なくない。複雑な家庭環境で育ち、暗い幼少期を過ごしていたような描写があるが詳細には明かされていない。
松岡（まつおか）
独身。母が遠方の特別養護老人ホームに入所している。認知症が進んだ母の介護を全く手伝わなかったくせに、やっと母を施設に入れる際に「姥捨て山に捨てる気か！」と罵ってきた兄を恨んでいる。
山崎（やまざき）
広報担当。年代は那須田と近い。大学は日本学生支援機構の奨学金(第一種)で行った。

### 鳴海の親族
山口 和夫（やまぐち かずお）
鳴海の父。2年前に定年退職。典型的な昭和の価値観を持っており、「親の介護は子供がするもの」と発言していたが、鳴海と那須田との話し合いから自身の終活について考え出す。
山口 雅子（やまぐち まさこ）
鳴海の母。結婚してからは専業主婦。昔は家事育児でボロボロに疲れ果てていたところを義姉の光子に小馬鹿にされており、それをずっと恨んでいた。今はヒップホップに入れ込んでいる。何もしてくれない夫を今後も支え続けることに我慢できず、一時は熟年離婚も考えていたが、鳴海と真剣に話し合い、ひとまずは思いとどまった。
山頭火（さんとうか）
鳴海の実家の飼い猫。雑種のハチワレ。
山口 光子（やまぐち みつこ）
鳴海の伯母。和夫の姉。昔はキャリアウーマンで、幼少期の鳴海から憧れを抱かれていたが、その後は鳴海と疎遠になり、定年後は孤独な余生を送ることとなる。自宅マンションの風呂場で孤独死し、無残な状態で発見された。
山口 聡（やまぐち さとし）
鳴海の弟。
山口 まゆ（やまぐち まゆ）
聡の妻。
山口 翔（やまぐち しょう）
聡の息子。5歳。

## 制作背景

### きっかけ
30代後半になったカレー沢は、「多分この先も子どもは作らない」と考えるようになり、夫と親が亡くなって「最後に一人になる確率が高い」ことに気づいた。それ以降、「いずれ“一人で死ぬ”かもしれないという漠然とした不安を抱え」ていた。老後破産や介護に関連した事件など、「『老い』に関連した事件やニュース」を耳にし、「他人事ではない」と考えることもあった。新連載の話が挙がった際、それらを思い出したカレー沢は「孤独死や老後のことはいま自分にとっていちばん興味のあるテーマ」であり、漫画を制作する過程で知識を得ることができ、一石二鳥ではないかと考えたことをきっかけに、本作を執筆することを決意する。
本作の制作に当たり、「自身の『終活』」と向き合ったカレー沢は、「『子どもの世代がどうにかしてくれる』という価値観」の時代ではないため、「30代や40代のうちから終活を始めることは、決して早過ぎない」と考えている。

### ストーリーについて
話の大筋をカレー沢が構想し、小さなネタは原案協力のドネリー美咲の体験談が使用されている。カレー沢は介護や終活に関連する本や資料を読むほか、「Twitterで流れてきた介護の当事者の方のリアルなつぶやき」も参考にして制作している。カレー沢が「暗いだけであまりにも救いのない話はわざわざフィクションで読みたくない」と考えているため、「暗くなり過ぎないよう」意識して描かれている。読者からの「重いテーマではあるけど、漫画が暗すぎないので読みやすい」という意見をありがたいと感じているという。那須田が鳴海に好意があるような描写があることについて、読者から「結局男か」という感想が寄せられているが、カレー沢は「恋愛や結婚をすることで老後も安泰、という話にしようとは決して思っていない」ため、「そう言わずに続きを読んでください」と言い続けたいと話している。しかし、「恋愛や結婚が馬鹿らしいと言いたい作品」ではない。

## 書誌情報
- カレー沢薫『ひとりでしにたい』 講談社〈モーニングKC〉、既刊10巻（2025年5月22日現在）
  1. 2020年3月23日初刷発行（同日発売[11][12]）、ISBN 978-4-06-518993-1
  2. 2021年1月21日初刷発行（同日発売[2]）、ISBN 978-4-06-521050-5
  3. 2021年7月20日初刷発行（同日発売[13]）、ISBN 978-4-06-524101-1
  4. 2022年2月22日初刷発行（同日発売[14]）、ISBN 978-4-06-526919-0
  5. 2022年9月22日初刷発行（同日発売[15]）、ISBN 978-4-06-529082-8
  6. 2023年4月21日初刷発行（同日発売[16]）、ISBN 978-4-06-531333-6
  7. 2023年11月22日発売[17]、ISBN 978-4-06-533382-2
  8. 2024年6月21日発売[18]、ISBN 978-4-06-535857-3
  9. 2024年12月23日発売[19]、ISBN 978-4-06-537812-0
  10. 2025年5月22日発売[20]、ISBN 978-4-06-539371-0

## テレビドラマ
2025年6月21日から8月2日までNHK総合の「土曜ドラマ」枠にて放送された。主演は綾瀬はるか。

### キャスト

#### 主要人物
山口鳴海
演 - 綾瀬はるか（幼少期：吉本実由）

#### 山口家
山口和夫
演 - 國村隼（若かりし頃：斉藤一平）
鳴海の父。
山口雅子
演 - 松坂慶子（若かりし頃：並木愛枝）
鳴海の母。
山口光子
演 - 山口紗弥加（晩年：稲川実代子）
鳴海の伯母。独身。
山口聡
演 - 小関裕太（幼少期：大野夏希）
鳴海の弟。
山口まゆ
演 - 恒松祐里
鳴海の義妹で、聡の妻。
山口翔
演 - 加藤侑大
鳴海の甥。

#### 東京都創造美術館
那須田優弥
演 - 佐野勇斗（少年期：高岡一真）
鳴海の同僚。
近藤隆司
演 - コウメ太夫
鳴海の上司。
松岡陽子
演 - 岸本鮎佳
鳴海の同僚。
山崎美咲
演 - 藤間爽子
鳴海の同僚。
南志穂
演 - 小南満佑子
鳴海の同僚。

#### その他
川上健太郎
演 - 満島真之介
保険会社勤務。鳴海が24歳まで付き合っていた元カレ。
謎の妖怪
演 - 麿赤兒

魯山人
演 - まさと＆米子
鳴海の飼い猫。

#### ゲスト

##### 第1話
真田道隆〈22〉
演 - 吉澤要人
鳴海の推しのアイドルグループ「STAR PURIPURI」メンバー。
織田流星、石田理人
演 - 沢村玲、志賀李玖
「STAR PURIPURI」メンバー。
佐藤有規
演 - 湊さやか（第2話・第4話 - 最終話）
鳴海の同僚。
牧野静
演 - 小槙まこ（第2話・第4話 - 最終話）
鳴海の同僚。
長島
演 - 大西多摩恵（第2話・第4話）
鳴海が美術館で案内している女性。
麦坂ドーソン
演 - マイク・T
鳴海とマッチングアプリでマッチングした男性。
美容師
演 - 大辻賢吾（第2話）
那須田優弥行きつけの美容師。
重瀬鰤子〈21〉
演 - 神﨑沙穏
真田道隆と熱愛が発覚したモデル。
刑事
演 - 村井崇記
変死した光子宅に臨場する。
- 星耕介[40]

##### 第2話
小野寺
演 - 大島蓉子
美術館巡りをしている主婦。夫の死を願っている。
白岩比呂斗
演 - 阿久根温世（第3話・第4話・最終話）
鳴海の新たな推しのアイドルグループ「5 AND more」メンバー。
泉龍之介、夏目勇仁、坪内拓真、江戸川奨
演 - 高尾楓弥（第3話・第4話・最終話）、森田璃空（第3話・第4話・最終話）、近藤駿太（第3話・第4話・最終話）、千田波空斗（第3話・第4話・最終話）
「5 AND more」メンバー。
マスター
演 - 屋良学（第3話・第4話）
喫茶店の店主。
松岡陽子の母と兄
演 - 瀧マキ（最終話）、森本のぶ

##### 第3話
マスター
演 - 針原滋
鳴海が雅子を呼び出した猫カフェのマスター。

##### 第4話
佐藤秀樹
演 - 山本浩司
山口和夫が投資の相談をした猫友銀行の支店長。
佐伯かおり
演 - 花田優里音
猫友銀行の営業部の行員。

### スタッフ
- 原作 - カレー沢薫『ひとりでしにたい』[47]
- 脚本 - 大森美香[47]
- 音楽 - パスカルズ[48]
- 主題歌 - 椎名林檎「芒に月」[49]
- 演出 - 石井永二（テレビマンユニオン）、小林直希（テレビマンユニオン）、熊坂出[47]
- 撮影 - 柳島克己 / 殿村亮（Bカメ）
- 照明 - 菊池貴志
- 録音 - 弥栄裕樹
- 美術 - 磯貝さやか
- 装飾 - 藤原慎二
- 小道具・持ち道具 - 阿久井愛都・宮井勇気（オタグッズ担当）
- 衣裳 - 小磯和代
- スタイリスト - 三好マリコ（綾瀬はるか専属）、安野ともこ（松坂慶子専属）
- ヘアメイク - 中山有紀、栗原里美（綾瀬はるか専属）、Otama（綾瀬はるか専属）
- スケジューラー - 中薗大雅
- 助監督 - 東谷一樹、大寺真可、杉江海空、山本詩音
- 演出応援 - 藤原達昭
- 制作担当 - 福島伸司
- 制作主任 - 久保田辰也、三吉優也、石渡友作
- 制作進行 - 山田航
- 記録 - 森直子、稲葉明子
- 演技事務 - 大辻賢吾
- キャスティング協力 - 北田由利子
- アシスタントプロデューサー - 中澤祐子、吉田萌々香、長橋望菜
- 編集 - 二宮心太
- 音響効果 - 大森力也
- オンライン編集 - 川那辺徹也
- VFX - 藤原源人、真邉奏
- カラーグレーディング - 今西正樹
- MA - 長谷雄智宏
- ポスプロ - 荒井宏希
- データマネージャー - 川久保直貴
- ポスプロ担当 - 鳥居稔太
- キービジュアル - 三宅瑠人、岡崎由佳
- 劇中イラスト - 吉田萌々香
- 小道具（猫絵画） - 吉成勝廣
- ダンス指導 - 六車和也
- ラップ指導 - DOTAMA
- 動物プロ - 湘南動物プロダクション
- 制作統括 - 高城朝子（テレビマンユニオン）、尾崎裕和（NHK）[47]

### 放送日程
| 話数   | 放送日  | サブタイトル                    | 演出     |
| ------ | ------- | ------------------------------- | -------- |
| 第1話  | 6月21日 | 39才、☓婚活 ◯終活、はじめました | 石井永二 |
| 第2話  | 6月28日 | 同担のカレと親の終活!           | 石井永二 |
| 第3話  | 7月12日 | YO!熟年離婚は終活の敵!          | 小林直希 |
| 第4話  | 7月19日 | 墓参り、元カレ、本当の敵、襲来  | 石井永二 |
| 第5話  | 7月26日 | ビビるな!闘え!崇めよ、ガンジー  | 熊坂出   |
| 最終話 | 8月02日 | 愛と書いてめんどくさいと読む    | 石井永二 |

- 2025年7月5日は『サタデーウオッチ9 拡大版』（21時 - 22時50分）放送のため、休止[50][51]。

| NHK総合 土曜ドラマ                           | NHK総合 土曜ドラマ                          | NHK総合 土曜ドラマ                      |
| 前番組                                       | 番組名                                      | 次番組                                  |
| -------------------------------------------- | ------------------------------------------- | --------------------------------------- |
| エンジェルフライト （2025年5月3日 - 6月7日） | ひとりでしにたい （2025年6月21日 - 8月2日） | 母の待つ里 （2025年8月30日 - 〈予定〉） |